# Chun Chil-sung
Chun Chil-sung est un boxeur sud-coréen né le 7 juillet 1961.

## Carrière
Il remporte aux Jeux olympiques d'été de 1984 à Los Angeles la médaille de bronze dans la catégorie poids légers.

## Palmarès

### Jeux olympiques
- Médaille de bronze en -60 kg aux Jeux de 1984 à Los Angeles,  États-Unis